# Jagdgeschwader 25
Das Jagdgeschwader 25 war ein Verband der Luftwaffe der Wehrmacht im Zweiten Weltkrieg.

## Geschichte
Der Geschwaderstab und die I. Gruppe des Jagdgeschwaders 25 bildete sich am 21. Juli 1943 in Berlin-Staaken. (Lage) Weitere Gruppen existierten nicht. Das Geschwader war mit der Messerschmitt Bf 109G-5 und der Messerschmitt Bf 109G-6 ausgestattet. Am 26. November 1943 wurden die 2. und die 3. Staffel in andere Jagdgeschwader eingegliedert, während die 1. Staffel als Jagdstaffel Erla noch drei weitere Monate bestand. Damit hatte das Geschwader aufgehört zu bestehen.